# ¿Camila tiene dos mamás?
¿Camila tiene dos mamás? es un cuento infantil publicado en Perú en septiembre de 2015, siendo la primera publicación destinada a niños en dicho país en que se aborda la diversidad sexual desde el contexto de una familia homoparental.
El cuento, escrito por Verónica Ferrari, lingüista, activista LGBT y expresidenta del Movimiento Homosexual de Lima (MHOL), narra la historia de Camila, una niña de 10 años que, al cambiar de colegio, debe comprender y explicar a sus compañeras y compañeros por qué tiene dos mamás. La publicación buscaba llenar el vacío de literatura LGBT para niñas y niños en el Perú. Las ilustraciones estuvieron a cargo de la artista Mayra Ávila. La primera edición de 1000 ejemplares estuvo a cargo de la editorial independiente El armario de Zoe.
El libro fue presentado oficialmente el 30 de septiembre de 2015 en el Centro Cultural de España de Lima.